# Сьєнтифікос
Сьєнтифікос (ісп. Los Científicos) — група олігархів, наближених до мексиканського президента Порфіріо Діаса. Назва походить від ісп. Científicos — вчені, оскільки група дотримувалася наукового (технократичного) підходу до перебудови Мексики.
Сьентифікос були представниками середнього класу: колишні адвокати, журналісти, чиновники. Своїм становищем сьєнтифікос були зобов'язані виключно президенту Діасу. Група сьєнтифікос не було підтримки в армії чи у владних колах штатів.
Сьєнтифікос дотримувалися філософії позитивізму. Популяризація цього вчення почалася ще в 1860-х роках, коли послідовник Оґюста Конта Ґабіно Барреда організував Національну підготовчу школу в Мехіко, з якої згодом вийшли багато мексиканських лідерів. Тому сьєнтифікос прагнули керувати державою за допомогою наукових методів. Поєднуючи ідеї позитивізму і соціального дарвінізму, сьєнтифікос вважали корінне населення нездатним до модернізації Мексики. Тому вони намагалися копіювати європейський досвід та залучати до країни європейських колоністів. Важливим пунктом програми сьєнтифікос було залучення європейського капіталу, щоб створити противагу американським інвесторам. Сьєнтифікос намагалися примирити ліберальну ідею політичної свободи з консервативною вимогою порядку і стабільності.
Однак вони часто зловживали своїм становищем. Наприклад, вигідні концесії можна було придбати, тільки заручившись їх підтримкою. Або сьєнтифікос могли, знаючи, де пройде залізниця, заздалегідь через підставних осіб скупити ці землі, а потім продати їх державі в кілька разів дорожче.
Серед істориків немає єдиної думки щодо ролі сьєнтифікос. Історик Алан Найт зауважує, що влада сьєнтифікос, незважаючи на все їх багатство і зв'язки, була обмеженою і походила від Порфіріо Діаса. Їх вплив простягався лише на Мехіко, де сьєнтифікос мали посади в міністерствах і Конгресі та ділові контакти. За рідкісним винятком вони не володіли ніякою владою в провінції. Також було б спрощенням ототожнювати цю групу з Порфіріо Діасом. Сьєнтифікос були лише однією з груп, що належали до еліти, і президент не завжди дослуха́вся до їхніх порад. Так, наприклад, інша впливова група, яку підтримувала національна буржуазія, складалася з великих поміщиків і колишніх генералів, очолюваних Бернардо Реєсом.
З моменту утворення групи і до своєї смерті 1895 року лідером сьєнтифікос був тесть Порфіріо Діаса — Ромеро Рубіо. Потім його місце зайняв Хосе Лімантур. Одним з головних ідеологів групи був історик Хусто Сьєрра. Також до сьєнтифікос належав Еміліо Рабаса.